# Земля (фильм, 1996)
«Земля» (исп. Tierra) — фильм именитого испанского режиссёра Хулио Медема, премьера которого состоялась на Каннском кинофестивале в мае 1996 года.
В этом фильме Хулио Медем в очередной раз удивляет сложными поворотами сюжета. Все его герои находятся в поиске — себя, счастья, правильного пути. Режиссёр использует нашу планету как метафору: Земля — всё равно что песчинка в огромном и таинственном космосе, человек — маленькая частица в океане жизни, увлекаемая её неутомимыми потоками.

## Сюжет
Анхель, который работает в службе уничтожения насекомых, по своему собственному убеждению является получеловеком-полуангелом, полуживым-полумёртвым; у него богатое воображение и его поступками управляет голос из космоса. По долгу службы он прибывает в небольшой провинциальный городок на борьбу с мокрицами, которые в огромных количествах развелись в земле и портят местное вино, делая его терпким и придавая ему земляной вкус. Для проведения операции по уничтожению мокриц Анхель нанимает местных цыган. Он также знакомится с жителями городка.
Разрываясь между человеческой и ангельской сторонами своей натуры, Анхель оказывается в любовном треугольнике — с одной стороны он влюбляется в скромную замужнюю Анхелу, с другой — в страстную, ветреную красавицу Марию. Положение усугубляется тем, что муж Анхелы, тракторист Патрисио, является также любовником Марии и угрожает расправой Анхелю.
После конфликта с цыганами Анхель заканчивает обработку земли химикатами в одиночку. Во время грозы в трактор Патрисио попадает молния, и Патрисио погибает. Анхель проводит ночь с Марией, а наутро обнаруживает в том же доме Анхелу. Однако Анхель говорит Анхеле, что не может остаться с ней, хотя с ней теперь всегда будет находиться его ангел. Из-за удара камнем по голове Анхель попадает в больницу, куда к нему приходит Мария. Вместе они уезжают к морю.

## В ролях
- Кармело Гомес — Анхель
- Эмма Суарес — Анхела
- Чема Бласко — Томас, отец Анхелы
- Карра Элехальде — Патрисио, муж Анхелы
- Сильке Орнильос Кляйн — Мария
- Нанчо Ново — Альберто, брат Марии
- Хуан Хозе Суарес — Мануэль, цыган
- Ане Санче — дочка Анхелы
- Рикардо Амадор — Чарли
- Пепе Виюэла — Ульоа, пастор
- Сесар Веа — миньон

## Признание
Премия «Гойя» — награда в номинации «лучшие спецэффекты» (1996)

Премия «Гойя» — награда в номинации «лучшая идея» (1996)

Международный кинофестиваль в Сан-Паоло — приз жюри (1997)

Участие в основном конкурсе Каннского кинофестиваля (1996)

## Дополнительные факты
Изначально роль Анхеля должен был исполнить Антонио Бандерас, однако из-за проблем с расписанием Хулио Медем заменил его на Кармело Гомеса.